# Ans (Belgio)
Ans (in vallone Anse) è un comune belga di 27 416 abitanti, situato nella provincia vallona di Liegi.

## Sport
Ans è una località di primaria importanza nel ciclismo. Vi è infatti posto l'arrivo della classica Liegi-Bastogne-Liegi. Il Giro d'Italia ha fatto tappa ad Ans nel 2002: in quell'edizione il Giro partì dai Paesi Bassi e attraversò diversi stati europei in omaggio all'entrata in vigore dell'Euro.
Tappe del Giro d'Italia con arrivo ad Ans
| Anno | Tappa | Partenza | km  | Vincitore di tappa | Maglia rosa      |
| ---- | ----- | -------- | --- | ------------------ | ---------------- |
| 2002 | 2ª    | Colonia  | 209 | Stefano Garzelli   | Stefano Garzelli |